# 加藤久郎
加藤 久郎（かとう ひさお、1930年12月4日 - 2015年1月1日）は、日本の経営者。戸田建設社長、会長を務めた。

## 来歴・人物
東京都出身。1953年に早稲田大学第一理工学部建築学科を卒業し、1954年に戸田建設に入社した。1985年12月に取締役に就任し、1986年12月に常務、1999年6月に専務を経て、2000年6月に副社長に就任し、2003年6月には社長に昇格した。2007年6月に会長に就任。
2007年5月に日本経済団体連合会監事に就任。
2015年1月1日、肺炎のために死去。84歳没。